# مسابقات جهانی ژیمناستیک ریتمیک ۱۹۷۳
مسابقات جهانی ژیمناستیک ریتمیک ۱۹۷۳ ششمین دوره مسابقات جهانی ژیمناستیک ریتمیک است که در روتردام، هلند از ۱۵ تا ۱۸ نوامبر ۱۹۷۳ میلادی برگزار شده‌است.

## کشورهای شرکت کننده
۶۳ ورزشکار از ۱۸ کشور - شوروی, چکسلواکی, بلغارستان, ایتالیا, کوبا, آلمان شرقی, کره شمالی, ژاپن, هلند, آلمان غربی, فنلاند, فرانسه, برزیل, دانمارک, کانادا, مکزیک, سوئد و اتریش.

## جدول مدال‌ها
| رتبه | کشور               | طلا | نقره | برنز | مجموع |
| ۱    | اتحاد جماهیر شوروی | ۵   | ۳    | ۱    | ۹     |
| ۲    | بلغارستان          | ۲   | ۱    | ۴    | ۷     |
| ۳    | چکسلواکی           | ۰   | ۱    | ۰    | ۱     |
| ۴    | آلمان شرقی         | ۰   | ۰    | ۱    | ۱     |